# Шамера
Шамера́ (фр. Chameyrat, окс. Chamairac) — коммуна во Франции, находится в регионе Лимузен. Департамент — Коррез. Входит в состав кантона Тюль-Кампань-Нор. Округ коммуны — Тюль.
Код INSEE коммуны — 19038.
Коммуна расположена приблизительно в 410 км к югу от Парижа, в 80 км юго-восточнее Лиможа, в 7 км к юго-западу от Тюля.

## Население
Население коммуны на 2008 год составляло 1585 человек.
| 1962 | 1968 | 1975 | 1982 | 1990 | 1999 | 2008 |
| ---- | ---- | ---- | ---- | ---- | ---- | ---- |
| 1137 | 1185 | 1196 | 1436 | 1569 | 1540 | 1585 |

## Администрация
| Период | Период | Фамилия       | Партия                  | Примечания |
| ------ | ------ | ------------- | ----------------------- | ---------- |
| 2001   | 2010   | Жан-Клод Дюбо | Социалистическая партия |            |
| 2010   |        | Ален Во       | Социалистическая партия |            |

## Экономика
В 2007 году среди 1035 человек в трудоспособном возрасте (15-64 лет) 774 были экономически активными, 261 — неактивными (показатель активности — 74,8 %, в 1999 году было 72,7 %). Из 774 активных работали 739 человек (368 мужчин и 371 женщина), безработных было 35 (18 мужчин и 17 женщин). Среди 261 неактивных 65 человек были учениками или студентами, 149 — пенсионерами, 47 были неактивными по другим причинам.

## Достопримечательности
- Церковь Сент-Этьен (XII век). Памятник истории с 1963 года[3]

## Фотогалерея
- Шамера
- Шамера
- Шамера
- Памятник погибшим в Первой мировой войне